# Wahlbezirke Ghanas
Die Liste Wahlbezirke Ghanas führt alle 2004 bestehenden 230 Wahlkreise Ghanas auf, in denen bei den Parlamentswahlen jeweils ein Direktkandidat im Mehrheitswahlrecht für einen Sitz im Parlament gewählt wird. Noch bei der Parlamentswahl 2000 hatte das Parlament in Ghana lediglich 200 Sitze. Für die Präsidentschafts- und Parlamentswahl 2012 wurde die Zahl der Wahlbezirke noch einmal deutlich von 230 auf 275 erhöht.
Achtung: Diese 45 neuen Wahlbezirke sind in der folgenden Liste noch nicht berücksichtigt.

## Ashanti Region – 39 Sitze
Adansi North District
- Adansi-Asokwa
- Fomena

Adansi South District
- New Adubiase

Afigya-Sekyere District
- Afigya Sekyere East
- Afigya-Sekyere-West

Ahafo Ano North District
- Ahafo Ano North

Ahafo Ano South District
- Ahafo-Ano South

Amansie Central District
Amansie East District
- Bekwai
- Odotobri

Amansie West District
- Amansie West

Asante Akim North District
- Asante-Akim North

Asante Akim South District
- Asante-Akim South

Atwima Nwabiagya District
- Atwima-Nwabiagya

Atwima Mponua District
- Atwima-Mponua

Botsomtwe/Atwima/Kwanhuma District
- Atwima-Kwanwoma
- Bosome-Freho
- Bosomtwe

Ejisu-Juaben District
- Ejisu-Juaben

Ejura/Sekyedumase District
- Ejura-Sekyedumase

Kumasi Metropolitan District

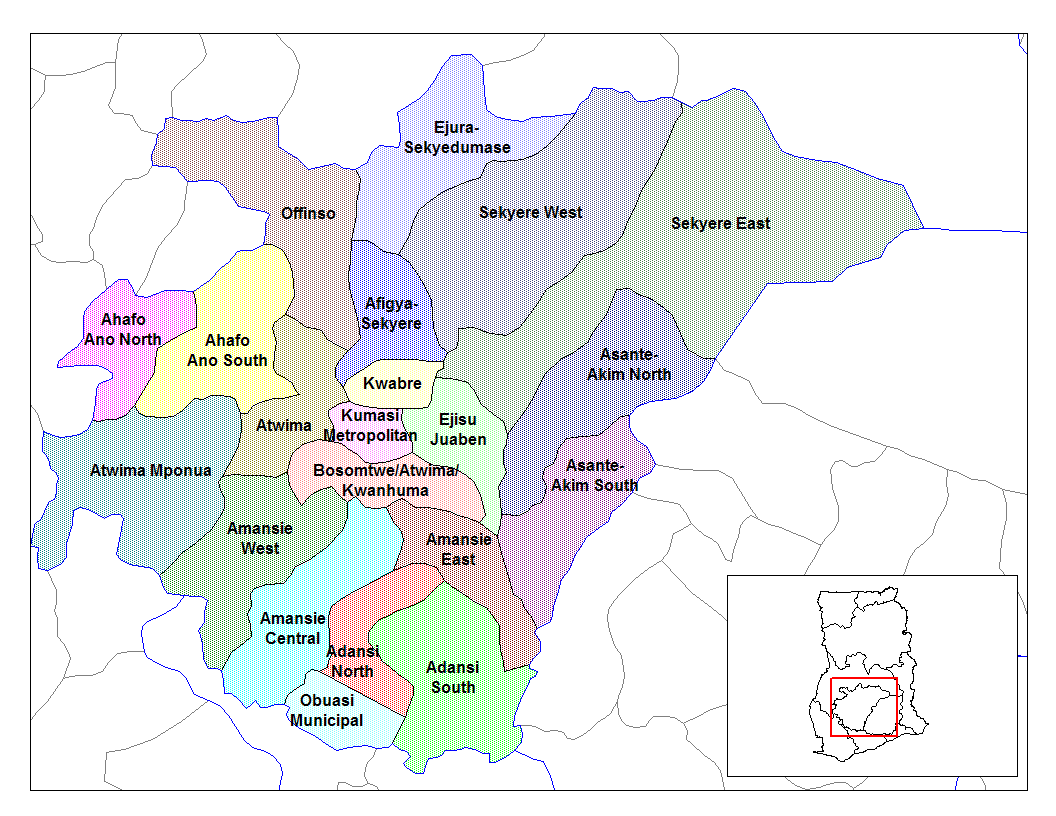
Distrikte der Ashanti-Region

- Asawase – Neu entstanden im Jahr 2004
- Asokwa
- Bantama
- Nhyiaeso – Neu entstanden im Jahr 2004
- Oforikrom
- Old Tafo
- Suame – Neu entstanden im Jahr 2004
- Subin
- Manhyia
- Kwadaso – Neu entstanden im Jahr 2004

Kwabre District
- Kwabre East
- Kwabre West – Neu entstanden im Jahr 2004

Obuasi Municipal District
- Akrofuom – Neu entstanden im Jahr 2004
- Obuasi

Offinso District
- Offinso North
- Offinso South

Sekyere East District
- Effiduase-Asokore
- Kumawu

Sekyere West District
- Mampong
- Nsuta-Kwamang

## Brong Ahafo Region – 24 Sitze
Asunafo North District
- Asunafo North

Asunafo South District
- Asunafo South

Asutifi District
- Asutifi North
- Asutifi South

Atebubu-Amantin District
- Atebubu-Amantin

Berekum District
- Berekum

Dormaa District
- Dormaa West
- Dormaa East

Jaman North District

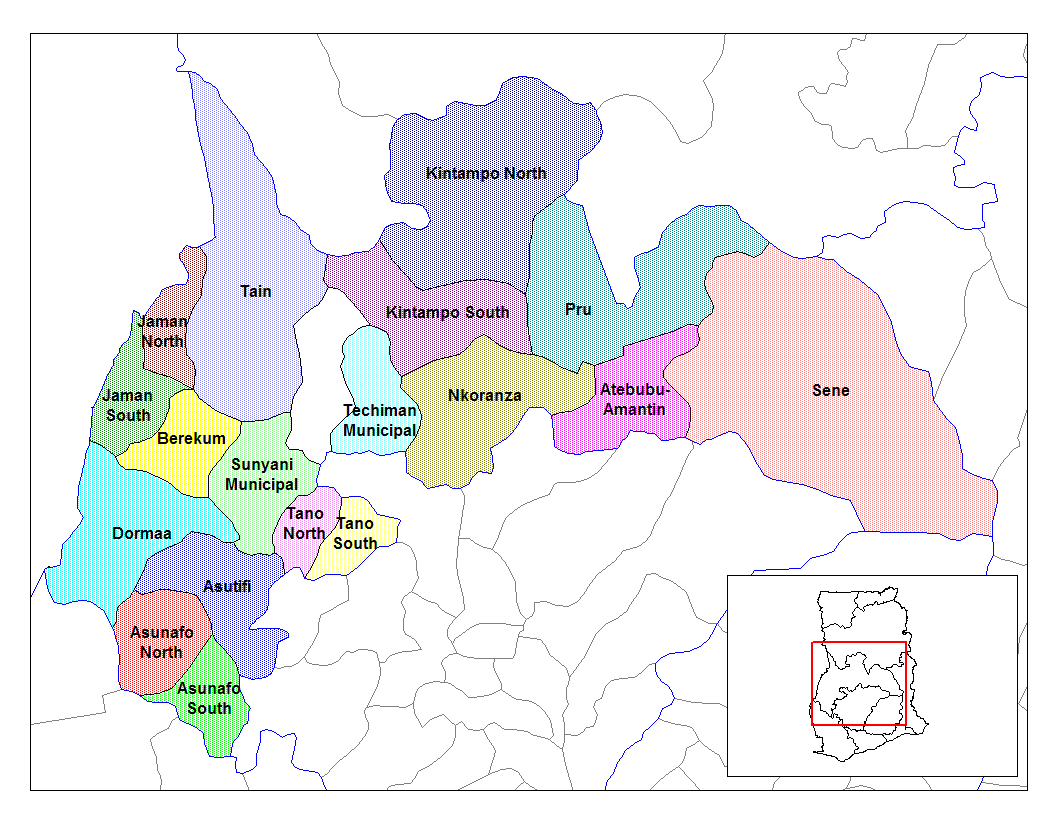
Distrikte der Brong Ahafo Region

- Jaman North – Neu entstanden im Jahr 2004

Jaman South District
- Jaman South

Kintampo North District
- Kintampo North

Kintampo South District
- Kintampo South – Neu entstanden im Jahr 2004

Nkoranza District
- Nkoranza North – Neu entstanden im Jahr 2004
- Nkoranza South

Pru District
- Pru

Sene District
- Sene

Sunyani Municipal District
- Sunyani East
- Sunyani West

Tain District
- Tain

Tano North District
- Tano North

Tano South District
- Tano South

Techiman Municipal District
- Techiman North
- Techiman South

Wenchi District
- Wenchi

## Central Region – 19 Sitze

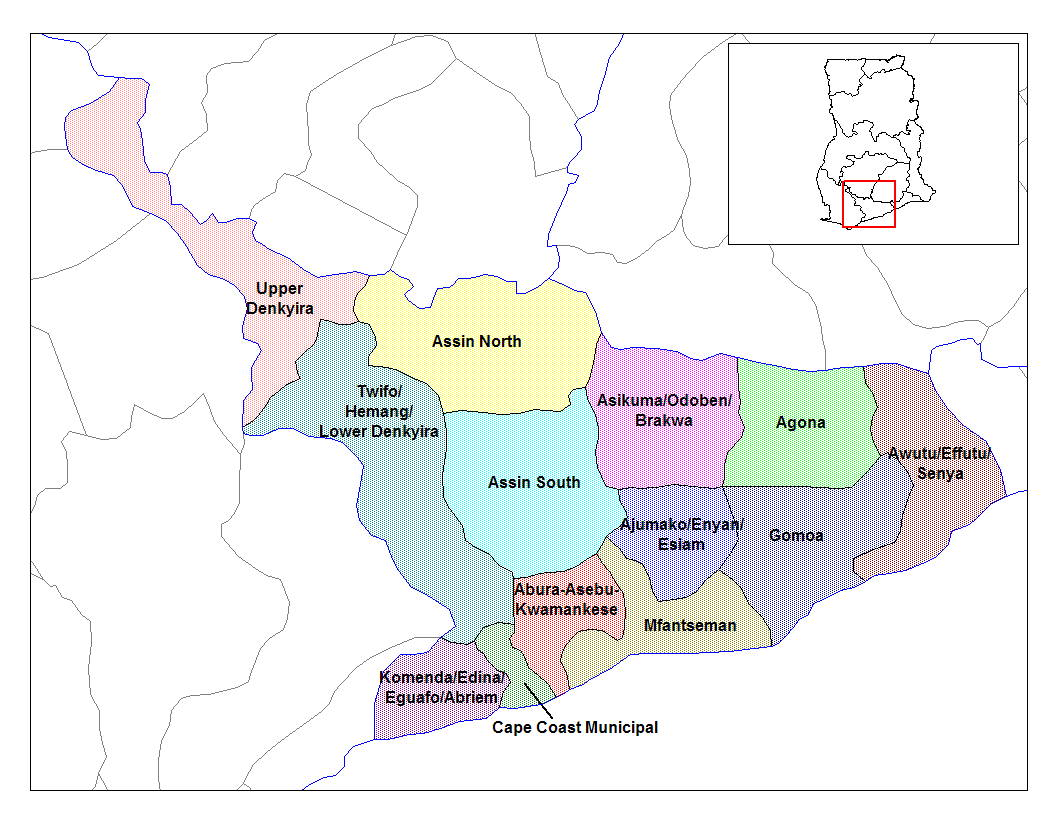
Distrikte der Central Region Ghanas

Abura/Asebu/Kwamankese District
- Abura-Asebu

Agona District
- Agona East
- Agona West

Ajumako/Enyan/Essiam District
- Ajumako-Enyan-Essiam

Asikuma/Odoben/Brakwa District
- Asikuma-Odoben-Brakwa

Assin North District
- Assin North

Assin South District
- Assin South

Awutu/Effutu/Senya District
- Effutu
- Awutu-Senya

Cape Coast Municipal District
- Cape Coast

Gomoa District
- Gomoa East
- Gomoa West

Komenda/Edina/Eguafo/Abirem District
- Komenda-Edina-Eguafo-Abirem

Mfantsiman District
- Mfantseman-East
- Mfantseman-West

Twifo/Heman/Lower Denkyira District
- Hemang-Lower Denkyira
- Twifo-Atii Morkwaa

Upper Denkyira District
- Upper-Denkyira East
- Upper-Denkyira West – Neu entstanden im Jahr 2004

## Eastern Region – 28 Sitze
Afram Plains District
- Afram Plains South
- Afram Plains North

Akuapim North District
- Okere
- Akropong

Akuapim South District
- Aburi-Nsawam

Asuogyaman District
- Asuogyaman

Atiwa District
- Atiwa

Birim North District
- Abirem

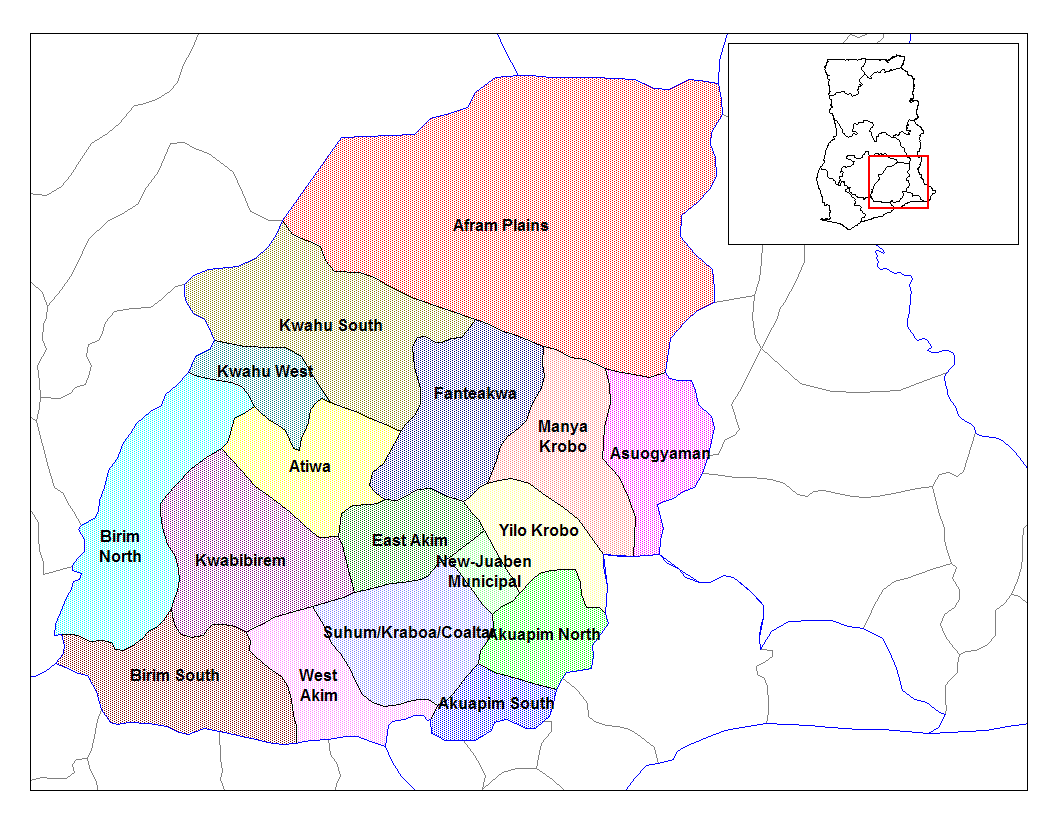
Distrikte der Eastern Region Ghanas

- Ofoase-Ayirebi – Neu entstanden im Jahr 2004

Birim South District
- Akim Swedru
- Akim Oda

East Akim District
- Akim Abuakwa North – Neu entstanden im Jahr 2004
- Akim Abuakwa South

Fanteakwa District
- Fanteakwa

Kwaebibirem District
- Kade
- Akwatia

Kwahu South District
- Mpraeso
- Abetifi

Kwahu West District
- Nkawkaw

Manya Krobo District
- Lower Manya
- Upper Manya

New-Juaben Municipal District
- New Juaben South
- New Juaben North

Suhum/Kraboa/Coaltar District
- Ayensuano
- Suhum

West Akim District
- Lower West Akim
- Upper West Akim

Yilo Krobo District
- Yilo Krobo

## Greater Accra Region – 27 Sitze
Accra Metropolis District
- Ablekuma Central
- Ablekuma North
- Ablekuma South
- Ayawaso Central
- Ayawaso East
- Ayawaso West
- Dade Kotopon

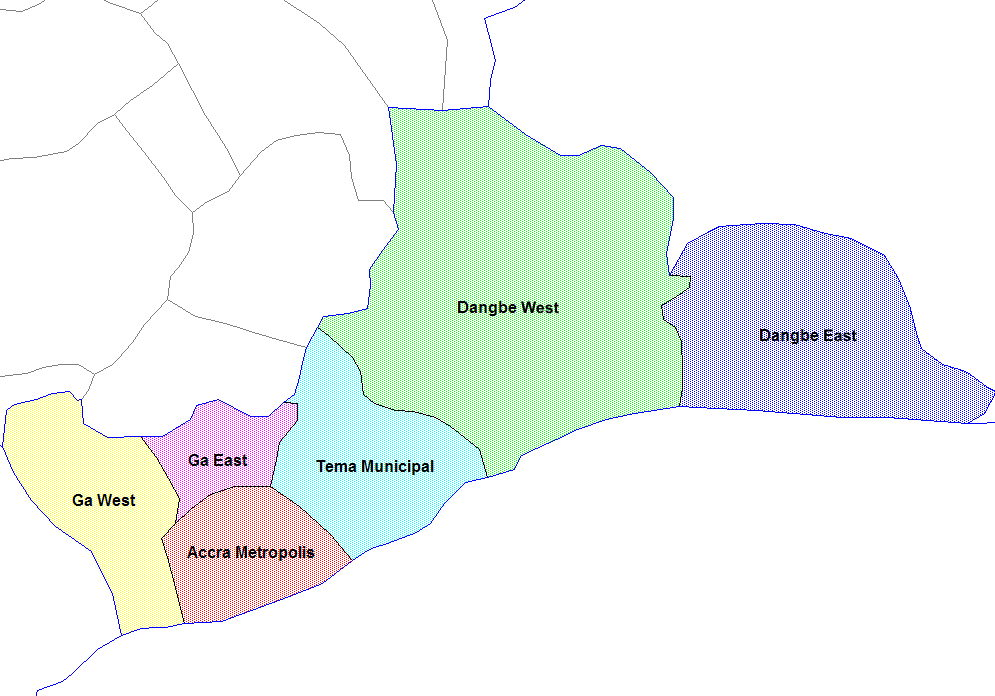
Distrikte der Greater Accra Region

- Domeabra-Obom – Neu entstanden im Jahr 2004
- Kottey Korle
- Kpone-Katamanso
- Krowor
- Ledzokuku
- Odododiodoo
- Okaikwei North
- Okaikwei South

Dangme East District
- Ada
- Sege – Neu entstanden im Jahr 2004

Dangme West District
- Ningo-Prampram

Ga East District
- Abokobi/Madina
- Adenta – Neu entstanden im Jahr 2004
- Dome-Kwabenya – Neu entstanden im Jahr 2004

Ga West District
- Trobu-Amasaman
- Weija – Neu entstanden im Jahr 2004

Tema Municipal District
- Shai-Osudoku
- Tema East
- Tema West
- Ashaiman

## Northern Region – 26 Sitze
Bole District
- Bole 	Bole District

Bunkpurugu-Yunyoo District
- Bunkpurugu-Yunyoo

Central Gonja District
- Yapei-Kusawguu

East Gonja District
- Salaga
- Kpandai

East Mamprusi District
- Nalerigu

Gushiegu District
- Gushegu

Karaga District

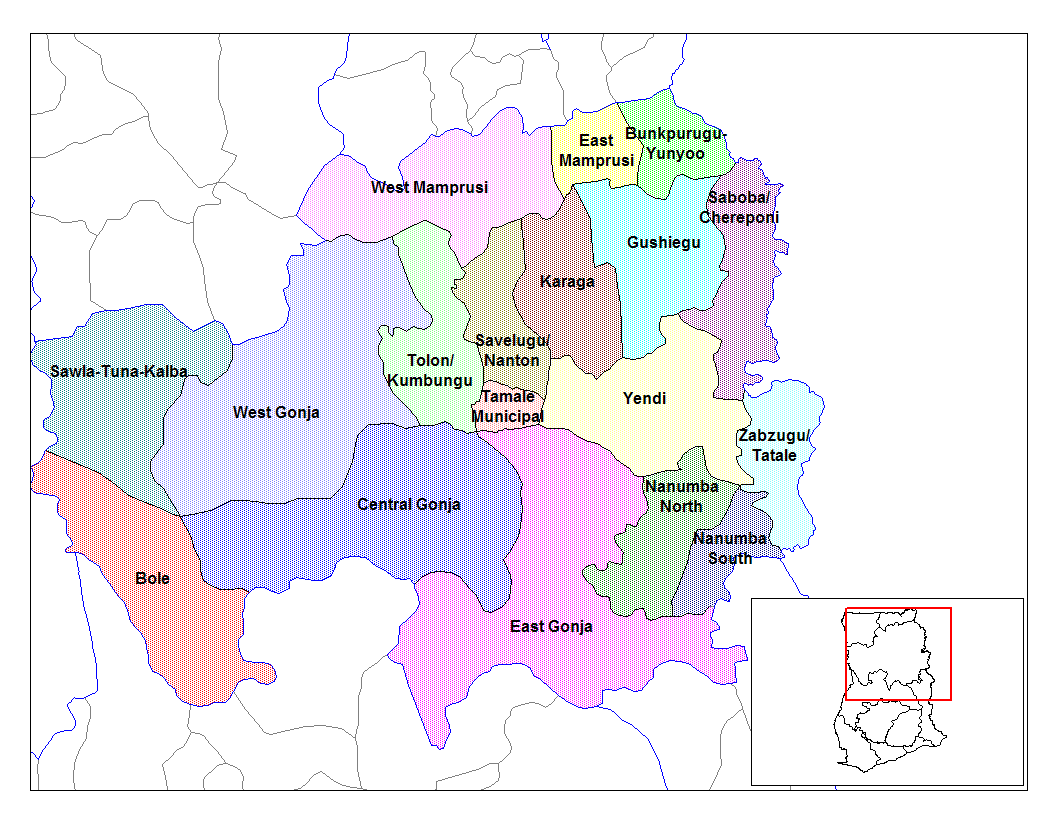
Distrikte der Northern Region Ghanas

- Karaga – Neu entstanden im Jahr 2004

Nanumba North District
- Bimbilla

Nanumba South District
- Wulensi

Saboba/Chereponi District
- Chereponi
- Saboba

Savelugu/Nanton District
- Nantonu
- Savelugu

Sawla-Tuna-Kalba District
- Sawla-Tuna-Kalba

Tamale Municipal District
- Tamale Central
- Tamale North
- Tamale South – Neu entstanden im Jahr 2004

Tolon/Kumbungu District
- Tolon
- Kumbungu

West Gonja District
- Damango-Daboya

West Mamprusi District
- Walewale
- Yagaba-Kubori

Yendi District
- Yendi

Zabzugu/Tatale District
- Zabzugu-Tatale
- Mion

## Upper East Region – 13 Sitze

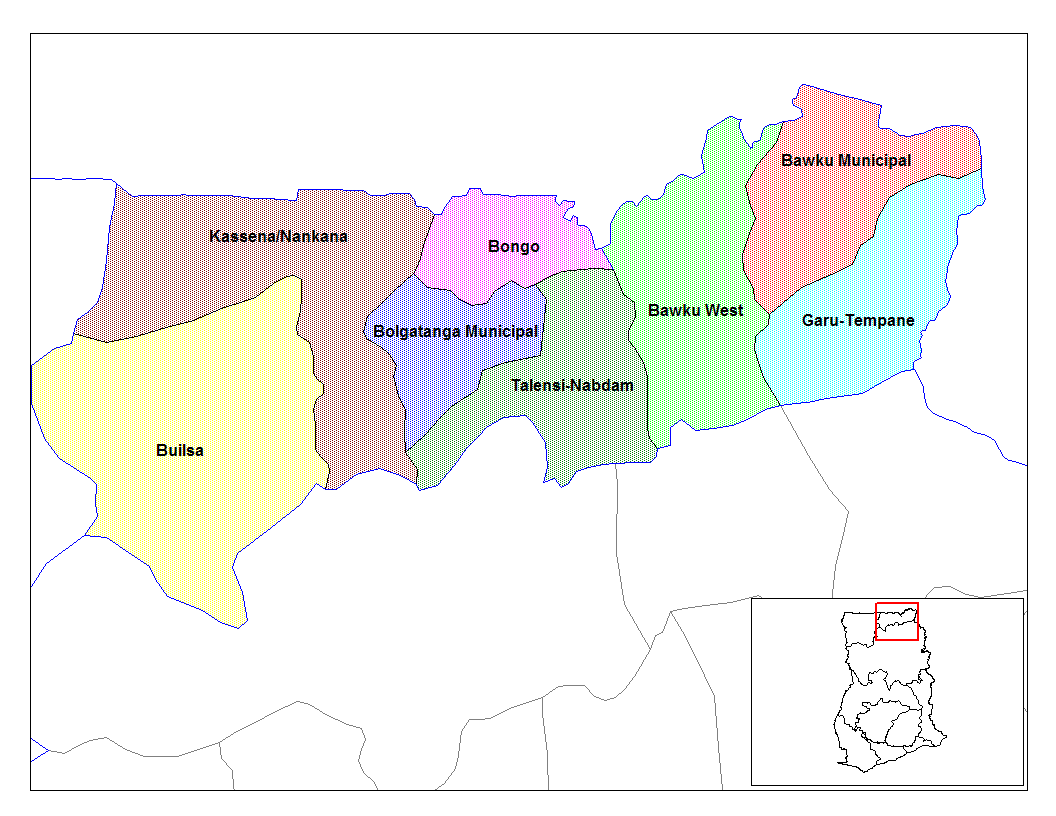
Distrikte der Region Upper East

Bawku Municipal District
- Bawku Central
- Binduri
- Pusiga

Bawku West District
- Zebilla

Bolgatanga Municipal District
- Bolgatanga

Bongo District
- Bongo

Builsa District
- Builsa North
- Builsa South

Garu-Tempane District
- Garu-Tempane

Kassena/Nankana District
- Navrongo-Central
- Chiana-Paga

Talensi-Nabdam District
- Talensi
- Nabdam

## Upper West Region – 10 Sitze
Jirapa/Lambussie District
- Jirapa
- Lambussie

Lawra District
- Lawra-Nandom

Nadowli District
- Nadowli East
- Nadowli West

Sissala East District
- Sissala East

Sissala West District

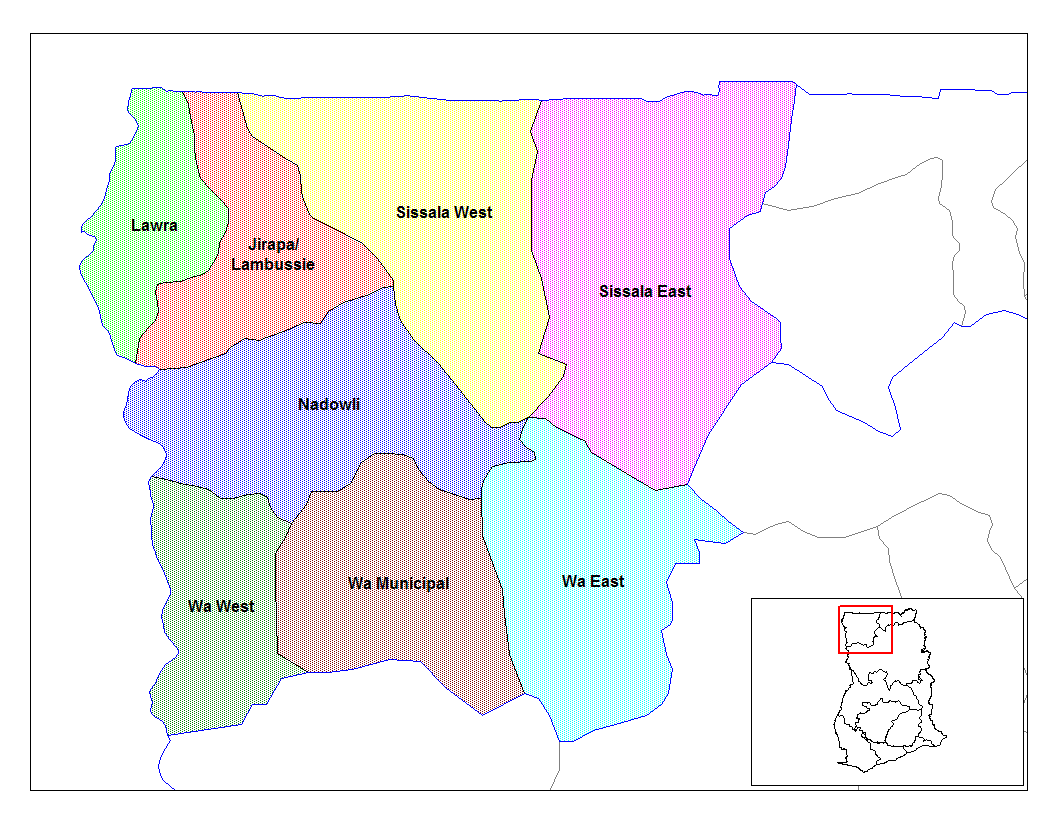
Distrikte der Region Upper West in Ghana

- Sissala West – Neu entstanden im Jahr 2004

Wa East District
- Wa East

Wa Municipal District
- Wa Central

Wa West District
- Wa West – Neu entstanden im Jahr 2004

## Volta Region – 22 Sitze
- Buem

Adaklu-Anyigbe District
Akatsi District
- Avenor-Ave

Ho Municipal District
- Ho East
- Ho Central
- Ho West

Hohoe District
- Hohoe North
- Hohoe South

Jasikan District
Kadjebi District
- Akan 	Kadjebi

Keta District
- Anlo
- Keta

Ketu District
- Ketu North
- Ketu South

Kpando District
Krachi District
- Krachi West

Krachi East District

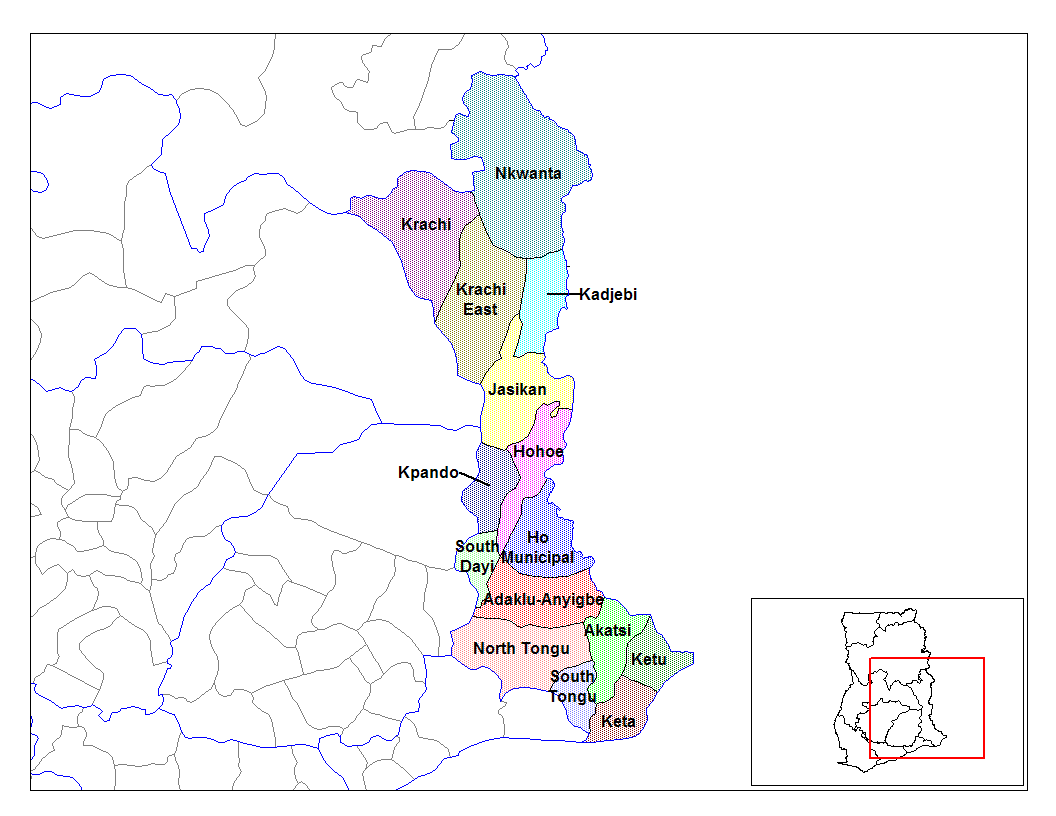
Distrikte der Volta Region

- Krachi East – Neu entstanden im Jahr 2004

Nkwanta District
- Biakoye
- Nkwanta North – Neu entstanden im Jahr 2004
- Nkwanta South

North Tongu District
- Central Tongu
- North Tongu – Neu entstanden im Jahr 2004

South Dayi District
- North Dayi
- South Dayi

South Tongu District
- South Tongu

## Western Region – 22 Sitze
Ahanta West District
- Amenfi Central
- Ahanta West

Aowin/Suaman District
- Aowin

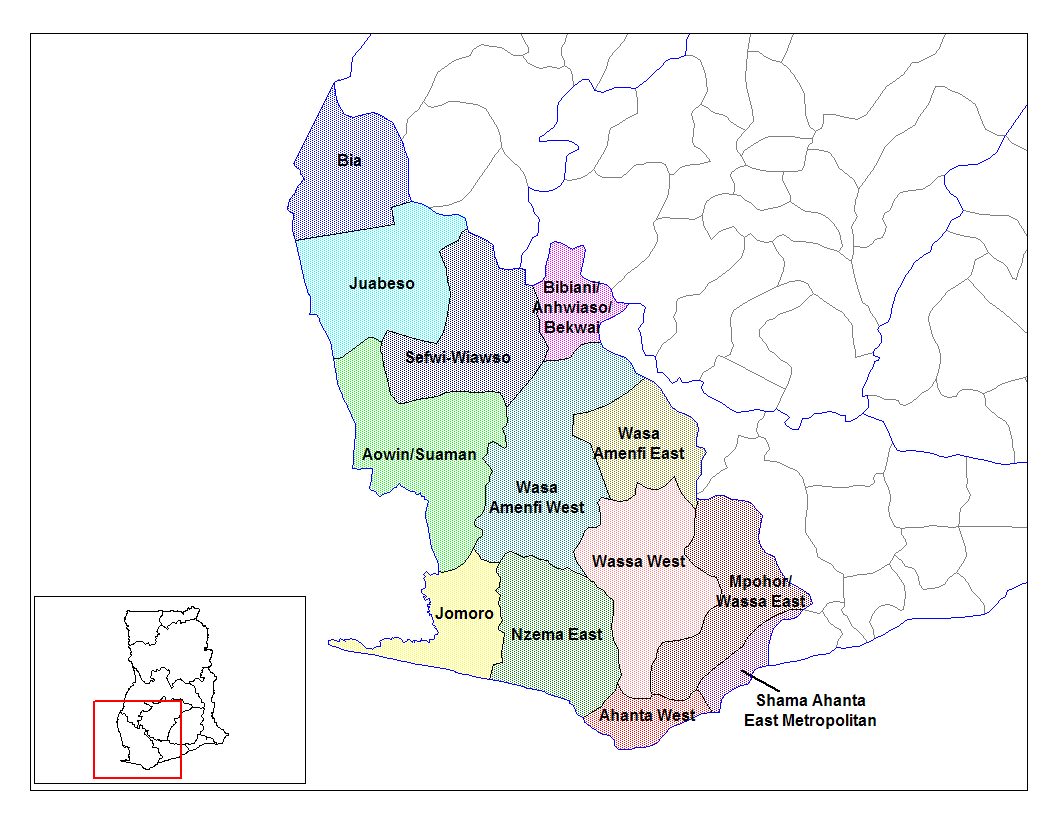
Distrikte der Western Region

- Suaman – Neu entstanden im Jahr 2004

Bia District
- Bia

Bibiani/Anhwiaso/Bekwai District
- Bibiani-Anhwiaso-Bekwai

Jomoro District
- Jomoro

Juaboso District
- Juaboso

Mpohor/Wassa East District
- Mpohor-Wassa East

Nzema East District
- Ellembelle
- Evalue-Gwira

Sefwi-Wiawso District
- Sefwi Akontombra – Neu entstanden im Jahr 2004
- Sefwi Wiawso

Shama Ahanta East Metropolitan District
- Effia-Kwesimintim
- Essikado/Ketan – Neu entstanden im Jahr 2004
- Sekondi
- Takoradi
- Shama

Wasa Amenfi East District
- Amenfi East

Wasa Amenfi West District
- Amenfi West

Wassa West District
- Prestea-Huni Valley
- Tarkwa-Nsuaem